# Acanthostichus femoralis
Acanthostichus femoralis é uma espécie de inseto do gênero Acanthostichus, pertencente à família Formicidae.